# 热剩余磁性
热剩余磁性（英語：Thermoremanent magnetization），简称热剩磁（TRM），是指當火成岩冷卻時，受當時地球磁場的磁化而获得的剩磁。這種TRM比在室溫下暴露於相同的磁場所得的TRM大得多。而且這種剩磁非常穩定，在百萬年都沒有顯著變化。因此是古地磁學家能夠推斷出古代地球磁場的方向和大小的主要證據。

## 简介
热剩磁是磁性矿物在磁场中从居里温度以上开始冷却，当通过居里温度时，磁矩被“冻结”固定下来所获得稳定的磁化强度，之后继续变化的外界磁场对它不再有影响。

## 特点
热剩磁的特点包括：
1. 它的强度大。在弱磁场中，其热剩磁强度大致正比于外磁场强度；并与磁场方向一致。因此，火成岩的天然剩余磁化强度方向，一般代表了成岩时的地磁场方向[4].
2. 热剩磁具有很高的稳定性。剩磁随时间衰减的现象，叫做磁性弛豫。热剩磁的稳定，表现为其弛豫时间很长。实验表明，外磁场的变化，温度在200—300℃内的热作用，很难影响热剩磁的变化[1]。